# Noddy Bay
Noddy Bay é uma comunidade localizada na província canadense de Terra Nova e Labrador. É um dos distritos de serviço local desta província.